# (311999) 2007 NS2
(311999) 2007 NS2は、火星横断小惑星である。2007年7月14日にスペインのグラナダ県ラサグラ天文台で見つかった。

## 概要

1600年から2500年までの太陽と火星に対する相対位置のアニメーション

(311999) 2007 NS2は数少ない火星のトロヤ群の小惑星である。火星のトロヤ群には他にエウレカや(101429) 1998 VF31、(121514) 1999 UJ7の3つがあり、(121514) 1999 UJ7はL4、その他はL5に位置する。